# فرودگاه دیره اسماعیل‌خان
فرودگاه دیره اسماعیل‌خان (به انگلیسی: Dera Ismail Khan Airport) یک فرودگاه همگانی با کد یاتا DSK است که یک باند فرود آسفالت دارد و طول باند آن ۱۵۲۴ متر است. این فرودگاه در کشور پاکستان قرار دارد و در ارتفاع ۱۸۱ متری از سطح دریا واقع شده‌است.

## شرکت‌های هواپیمایی و مقصدهای پروازی
Currently there are no operations to the airport.